# Mészáros Gyula (politikus)
Mészáros Gyula Pál (Kecskemét, 1940. június 28. –) magyar agrármérnök, politikus, országgyűlési képviselő (KDNP).

## Életpályája

### Iskolái
Az általános iskolát Bugacmonostoron végezte el. Tanárai és plébánosa biztatására továbbtanult, a kiskunfélegyházi Petőfi Sándor Gimnáziumban érettségizett 1958-ban. 1960–1964 között a Gödöllői Agrártudományi Egyetem hallgatója volt. 1971-ben növényvédelmi szakmérnök végzettséget szerzett. 1978-ban egyetemi doktor képesítést szerzett a Gödöllői Agrártudományi Egyetemen.

### Pályafutása
1958–1960 között sorkatonai szolgálatot teljesített a szentesi légvédelmi tüzéreknél, szakaszvezetőként szerelt le. 1964–1965 között a bátai Nov. 7. Mgtsz. gyakornoka volt. 1965–1968 között a miszlai Búzakalász Mgtsz. főagronómusa volt. 1968–1969 között a Békéscsaba-Felsőnyomási Állami Gazdaság kerületvezetője volt. 1969–1971 között a kiskunfélegyházi Bem József Mgtsz. főagronómusa volt. 1971–1973 között a Lenin Mgtsz. főagronómusaként dolgozott. 1973–1975 között a gátéri Aranykalász Mgtsz. főagronómusaként tevékenykedett. 1975–1985 között a Gödöllői Agrártudományi Egyetem Tangazdaságának központi agronómusa volt. 1985-től vállalkozó; Gödöllőn gazdaboltot nyitott.

### Politikai pályafutása
1956-ban – még diákként – beállt a nemzetőrségbe. 1988–1989 között rész vett az – akkor még nem párt – Magyar Demokrata Fórum rendezvényein; hívő katolikusként azonban (tíz éven át, 1994-ig a gödöllői egyháztanács tagja is volt) a keresztény világnézetet hirdető szervezetet keresett. 1989-től a KDNP tagja. 1990-ben országgyűlési képviselőjelölt volt. 1990–1991 között a KDNP Pest megyei titkára, 1991–1995 között Pest megyei elnöke volt. 1990–1992 között gödöllői önkormányzati képviselő; a kisebbségügyi bizottság elnöke volt. 1992–1994 között a KDNP országos elnökségi tagja volt. 1994–1997 között a Honvédelmi bizottság, valamint a Társadalmi szervezetek költségvetési támogatását előkészítő bizottság tagja volt. 1994–1998 között országgyűlési képviselő (Pest megye; 1994–1997: KDNP; 1997–1998: Független) volt. 1995–1997 között a Más közérdekű társadalmi szervezeteket támogató albizottság elnöke volt.

## Családja
Szülei: Mészáros Sándor (1900–1994) és Steiner Veronika (1914–?) voltak. Hat testvére született: Sándor (1927–1985) földműves, Béla (1932–) TSZ-tag, Veronika (1933–) gyermekfelügyelő az Amerikai Egyesült Államokban, Erzsébet (1935–) Bugacon élt, Imre (1937–) földműves, András (1943–) sofőr. 1962–1995 között Kalicz Klára volt a felesége. Négy gyermekük született: Krisztina (1966–) óvónő, Gyula (1970–) vállalkozó, Norberta (1972–) banktisztviselő és Klára (1984–).

## Díjai
- '56-os Emlékérem (1992)